# Liesborner Evangeliar
Das Liesborner Evangeliar ist ein Evangelienbuch aus ottonischer Zeit. Bis 1803, als es im Zuge der Säkularisation verkauft wurde, war es ein Ausstattungsstück der Abtei Liesborn. Die Handschrift kam mit anderen Beständen aus der reichhaltigen Bibliothek des Klosters zunächst in die Universitätsbibliothek Münster. Von 1830 bis 1872 war sie Teil der berühmten Sammlung von Sir Thomas Phillipps, danach im Besitz der Familie Fenwick in Cheltenham. In den USA ist der Codex seit den 1930er Jahren, zunächst in Philadelphia, dann in Camarillo, zuletzt in der Bibliothek des St. John’s Seminary des Erzbistums Los Angeles. 1987 erfolgte dann die Versteigerung bei Christie’s. Im Jahr 2017 konnte ihn der Kreis Warendorf für einen Betrag von 3 Mio. Euro von einer amerikanischen Kunstsammlerin zurückerwerben. Das hervorragend erhaltene Evangeliar ist ein nationales Kulturgut gemäß dem Kulturgutschutzgesetz.

## Beschreibung
Das vollständig erhaltene Liesborner Evangeliar wurde im Frühmittelalter um das Jahr 980 von insgesamt drei verschiedenen Schreibern gefertigt. Der dritte, ein Diakon namens Gerwardus, hat sich als einziger Schreiber namentlich im Evangeliar verewigt. Es ist damit der ottonischen Buchmalerei zuzurechnen. Aus dem Widmungsgedicht, das im Codex enthalten ist, ergibt sich als Auftraggeberin Berthildis, Äbtissin des damaligen Damenstiftes in Liesborn. Die einzelnen Blätter im Format von 30 auf 24 cm bestehen aus Pergament, für das die Haut von 85 Rindern benötigt wurde. Auf 169 Folia, die einspaltig mit 24 Zeilen beschrieben sind, enthält das Buch die Texte der vier Evangelien, das Glaubensbekenntnis und 13 Seiten Kanontafeln. Eingebunden sind die Blätter in einen aufwändig gestalteten Einband aus dem 15. Jahrhundert, der auf dem Deckel eine Kreuzigungsszene und die vier Evangelistensymbole zeigt. Er wurde in Liesborn angefertigt.
Ausgestellt wurde das Evangeliar im September 1994 in Oslo während einer internationalen Bibliothekarstagung und vom 30. März bis zum 11. Mai 2003 im Museum Abtei Liesborn, anschließend vom 24. Mai bis zum 17. August im Dortmunder Museum für Kunst und Kulturgeschichte.

## Wiederbeschaffung
Mit Überlegungen zur Wiederbeschaffung des Liesborner Evangeliars trug sich der Kreis Warendorf bereits in den 1980er Jahren. Damals ersteigerte Martin Olsen Schøyen aus Oslo das Evangeliar bei Christie’s in London für 1,14 Millionen D-Mark für seine Schøyen Collection. Dieser Betrag erschien dem Warendorfer Landrat Wolfgang Kirsch damals zu hoch. Bereits im Juli 2008 aus der Sammlung abgegeben, wurde das Evangeliar 2015 in Maastricht auf dem TEFAF, der als weltweit wichtigste Kunstmesse gilt, für rund 6 Mio. Euro angeboten. Zwei Jahre später, am 11. März 2017, konnte Landrat Olaf Gericke sich mit der bisherigen Eigentümerin, der amerikanischen Kunstsammlerin und ‑expertin Sandra Hindman, über den Ankauf des Buches einigen. Der Kreistag stimmte am 24. März 2017 dem Erwerb zu. Gegen eine Zahlung von 3 Mio. Euro kehrte das Evangelienbuch im April 2017 an seinen ursprünglichen Ort zurück. Mit dem Erwerb verbunden war die Entscheidung, das Evangeliar im Museum Abtei Liesborn auszustellen. Als Sponsoren beteiligten sich die Sparkasse Münsterland Ost, der SVWL, das Kulturstaatsministerium des Bundes, das Land Nordrhein-Westfalen, die Ernst von Siemens Kunststiftung, die Kulturstiftung der Länder, die Kunststiftung NRW, die Rudolf-August Oetker-Stiftung, das Bistum Münster und der Verein der Freunde und Förderer des Museums Abtei Liesborn e.V. an der Wiederbeschaffung des Kunstgegenstandes. Auf Kritik stieß der Ankauf bei der Freien Wählergemeinschaft Ahlen; die Lokalpolitiker befürchteten, dass dadurch für die Unterstützung anderer Projekte weniger Mittel zur Verfügung stünden.
Zur „Heimkehr“ des Liesborner Evangeliar wurden das Museum in Teilen umgebaut und dessen Dauerausstellung neu gestaltet. Sie wurde am 14. Mai 2023 feierlich eröffnet.